# Kopis
Kopis (grč. κοπίς) je mač iz stare Grčke. Ime je izvedeno od κόπτω - koptō, što znači sjeći. Moguće je i da je naziv izveden i iz egipatskog kopeša. Osim za mač, riječ kopis se također koristila i za ritualni nož za ubijanje životinja sa slično zaobljenom oštricom.

## Obilježja
Kopis je bio jednoručni mač. Prvotne varijante su imale oštrice od 65 cm, kao i spatha. Kasniji Makedonski primjerci su imali kraće oštrice, oko 48 cm. Kopis ima jednostranu oštricu koja je bliže drški tanka i konkavna, a dalje se proširi se i otprilike četvrtinu od kraja promijeni smjer prema vršku. Ovaj oblik kopisu dopušta da zada udarac sa zamahom sjekire, ali zadrži dugu oštricu mača. Kopis je veoma sličan Iberijskoj falcati i kasnijem, i kraćem, Nepalskom kukriju. Držak je uglavnom u obliku udice.

## Upotreba
Stari Grci su često koristili jednosjekle mačeve u ratu, što se vidi u njihovoj umjetnosti i književnosti, ali dvosjekli ksifos je bio najpopularniji i preferirali su ga hopliti. Kopisova zakrivljenost ga je učinila poželjnim za konjicu. General i pisac Ksenofont je preporučio je kopisa konjici u svoj djelu Peri hippikes ("O umijeću jahanja"): "Preporučljiviji je kopis od ksifosa jer se s visine konja lakše siječe kopisom nego ubada ksifosom."
Moguće je da je jatagan potekao od kopisa.

## Falcata
Falcatu su koristili Iberi i bila je raširena diljem predrimskog Prinejskog poluotoka. Nije nastala iz grčkog kopisa već usporedno s njim, ali po oblicima su gotovo isti. Ručka je u obliku udice s malim lancem na kraju koji se spaja natrag na oštricu.

## Makhaira
Riječ makhaira dolazi od μάχη (mákhē) "bitka" i μάχεσθαι (mákhesthai) "boriti se", i odnosi se na bilo kakvu oštricu, i ratnu i domaćinsku, premda ga učenjaci danas koriste da bi opisali vrstu jednoručnog jednosjeklog mača popularnog u doba stare Grčke na Mediteranu kao što su kopis i falcata.

## Srodne teme
- Ksifos